# Wjatscheslaw Alexandrowitsch Fetissow
Wjatscheslaw Alexandrowitsch „Slawa“ Fetissow (russisch Вячеслав Александрович Фетисов; englische Transkription: Viacheslav Fetisov; * 20. April 1958 in Moskau, Russische SFSR) ist ehemaliger russischer Eishockeyspieler und derzeitiger Sportfunktionär. Den Großteil seiner Karriere verbrachte der Abwehrspieler in seiner Heimat beim HK ZSKA Moskau, mit dem er zwischen 1974 und 1989 zahlreiche sowjetische Meisterschaften und Eishockey-Europapokalsiege errang. 1989 gehörte er zu den ersten sowjetischen Spielern, die nach Nordamerika in die National Hockey League (NHL) wechselten, wo er in der Folge für die New Jersey Devils sowie die Detroit Red Wings auflief. Bei den Red Wings war er Teil der Russian Five und gewann mit dem Team 1997 und 1998 den Stanley Cup.
Auf internationaler Ebene war Fetissow fester Bestandteil der sowjetischen Nationalmannschaft, die er als Kapitän zu Goldmedaillen bei den Olympischen Winterspielen 1984 und 1988 führte. Darüber hinaus gewann er mit dem Team zahlreiche Weltmeistertitel, sodass er Mitglied des Triple Gold Clubs ist. Insgesamt gilt der Verteidiger als einer der besten Spieler aller Zeiten, so wurde er mit den meisten Stimmen ins IIHF Centennial All-Star-Team gewählt, eine Auswahl der sechs besten Spieler des 20. Jahrhunderts. Ferner gehört er der Hockey Hall of Fame sowie der IIHF Hall of Fame an.
Nach dem Ende seiner aktiven Karriere war Fetissow kurzzeitig als Assistenztrainer bei den New Jersey Devils sowie als Cheftrainer der russischen Nationalmannschaft tätig, wandte sich jedoch in der Folge einer Tätigkeit als Sportfunktionär zu. Er stand unter anderem dem HK ZSKA Moskau sowie der Kontinentalen Hockey-Liga vor und bekleidet eine Reihe von sportpolitischen Funktionen, sowohl innerhalb der russischen Regierung als auch international, beispielsweise bei der Welt-Anti-Doping-Agentur.

## Karriere
Fetissows Vater Alexander war ein sportbegeisterter Arbeiter in einer Flugzeugfabrik, der selbst aktiv Fußball in der Werksmannschaft der Fabrik spielte. Im Alter von vier Jahren stand Wjatscheslaw Fetissow das erste Mal auf Schlittschuhen und lief im Winter auf den zugefrorenen Seen in der Nähe der Wohnung der Eltern. Mit anderen Jugendlichen aus der Nachbarschaft, die zusammen eine Straßenmannschaft formten, erreichte er im Alter von 15 Jahren das Finale des Wettbewerbs um den „Goldenen Puck“, das im ZSKA-Stadion ausgetragen wurde. Sein Trainer Boris Werbinow empfahl ihn anschließend für die weitere Ausbildung an der Sportschule des Armeesportvereins ZSKA Moskau.
Seinen ersten großen Erfolg erreichte er bei den Junioren-Weltmeisterschaften 1976 und 1978, wo er mit der U20-Auswahl jeweils die Goldmedaille gewann. Bei der Austragung 1978 spielte Fetissow unter anderem gegen den künftigen Superstar Wayne Gretzky. Dieser sagte später über Fetissow: „Ich habe in meinem Leben keinen hartnäckigeren und aktiveren, keinen schlaueren und härteren Verteidiger kennengelernt als Fetissow.“

### Erfolge mit dem ZSKA (1975–1989)
Zusammen mit Verteidigerkollege Alexei Kassatonow und der KLM-Reihe spielte er beim HK ZSKA Moskau und bildete über ein Jahrzehnt den legendären 1. Block der Sowjetischen Nationalmannschaft und war maßgeblich an den Erfolgen der Mannschaft beteiligt. Bereits beim NHL Amateur Draft 1978 hatten ihn die Montréal Canadiens in der 12. Runde als 201. ausgewählt. Nachdem es nicht zum Vertragsabschluss gekommen war, war er nach zwei Jahren wieder im Draft verfügbar. Er wurde von den New Jersey Devils beim NHL Entry Draft 1983 in der 8. Runde an 145. Stelle zum zweiten Mal gezogen.
1983 beendete er sein Studium am Militärinstitut für Körperkultur.
1984, 1988 und 1989 wurde Fetissow von der Tageszeitung Iswestija mit dem Goldenen Schläger als bester sowjetischer Spieler des Jahres ausgezeichnet und ist gemeinsam mit Wladislaw Tretjak, der ebenfalls drei Mal die Auszeichnung gewann, Rekordgewinner.

### Wechsel in die National Hockey League

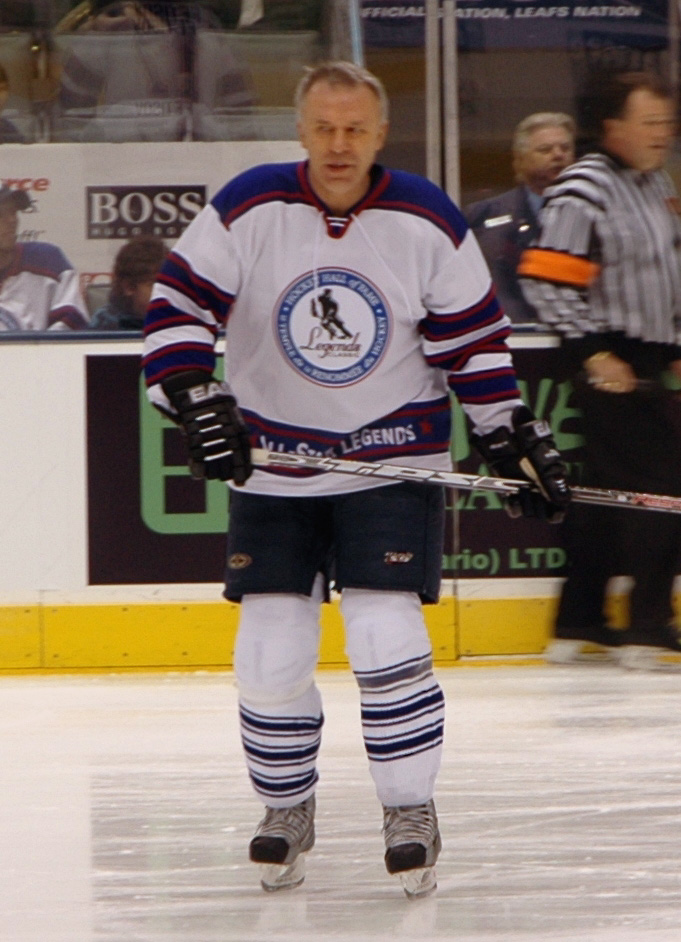
Fetissow beim All-Star Legends 2008 in Toronto

Im Januar 1989 erschien eine Zeitung mit der Schlagzeile: Fetissow: „Ich will nicht mehr unter Tichonow spielen“. Im zugehörigen Artikel prangerte Fetissow die Zustände bei ZSKA Moskau, die widrigen Trainings- und Lebensbedingungen der kasernierten Nationalspieler sowie die mangelnde persönliche Freiheit an. Hintergrund des Konflikts waren Vertragsangebote der NHL an Fetissow. „Bereits im Sommer hatte Trainer Tichonow meine Ausreise nach New Jersey unterschrieben, aber nichts getan, um die Sache zu Ende zu bringen. Ich habe nicht nur an mein eigenes Wohlbefinden gedacht, sondern auch daran, dass diese Reise den sowjetischen Eishockeyspielern helfen kann, von den Amerikanern zu lernen“ sagte Fetissow damals.
Daraufhin verhinderte Tichonow zunächst die Entlassung Fetissows aus dem Armeedienst, drohte ihm mit der Versetzung nach Sibirien und suspendierte ihm vom Training bei ZSKA. Fetissow nahm daher am Training der Werksmannschaft einer Bleistiftfabrik teil. Schach-Weltmeister Garri Kasparow und mehrere Eishockeynationalspieler setzten sich für Fetissow ein und forderten seine Rückkehr als Kapitän in die Auswahl. Schließlich beugte sich Tichonow dem öffentlichen Druck und Fetissow wurde rehabilitiert. Zudem erhielt er unter der Auflage, auch zukünftig für das Nationalteam zu spielen, die Erlaubnis, zu einem NHL-Franchise zu wechseln.
Fetissow spielte ab der Saison 1989–90 bei den New Jersey Devils. Im April 1995 wechselte er zu den Detroit Red Wings, mit denen er zweimal, 1997 und 1998, den Stanley Cup gewann.
Sechs Tage nach dem Finalsieg 1997 fuhren Fetissow, Team-Kollege Wladimir Konstantinow sowie Sergei Mnazakanow, ein russischer Betreuer der Red Wings, mit einer Limousine nach einem Golfturnier der Red Wings inklusive Abendessen nach Hause. Dabei kam das Fahrzeug von der Straße ab und prallte gegen einen Baum. Konstantinow und Mnazakanow erlitten lebensgefährliche Kopfverletzungen. Die Red Wings trugen in der darauf folgenden Saison 1997/98 zu Ehren Konstantinows und Mnazakanows ein kreisförmiges Emblem auf den Trikots, auf dem auf Englisch und Russisch das Wort „Glauben“ sowie die Initialen der beiden Verletzten zu lesen war. Das Team gewann in dieser Saison wieder den Stanley Cup, wie im vorangegangenen Jahr mit 4:0 Siegen in der Finalserie.
2001 wurden Fetissows Leistungen mit der Aufnahme in die Hockey Hall of Fame geehrt, 2005 mit der Aufnahme in die IIHF Hall of Fame.
Im Dezember 2009 wagte er im Alter von 51 Jahren ein Comeback, als er einen Vertrag bei ZSKA Moskau unterschrieb, deren Mannschaft verletzungsbedingt mehrere Verteidiger ersetzen musste. Am 11. Dezember 2009 gab er nach rund elf Jahren Abstinenz vom Profisport sein Comeback, als er bei einer Niederlage des ZSKA Moskau über acht Minuten als Verteidiger agierte.

### International
Mit der sowjetischen Nationalmannschaft konnte er zwei Goldmedaillen und eine Silbermedaille bei Olympischen Spielen gewinnen, sowie sieben Weltmeisterschaftstitel, eine Silber- und drei Bronzemedaillen.
1978 wurde er als Verdienter Meister des Sports der UdSSR ausgezeichnet.

### Als Trainer

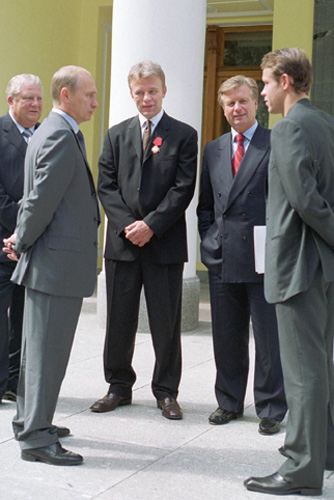
Fetissow (Mitte) mit Pawel Bure (rechts) und weiteren Sportfunktionären und Wladimir Putin, Nowo-Ogarjowo, August 2001

Zwischen 1998 und 2002 war er Assistenztrainer bei den New Jersey Devils, mit denen er am Ende der Saison 1999/2000 ein weiteres Mal den Stanley Cup gewann. Ab August 2001 war Fetissow parallel General Manager der russischen Nationalmannschaft. Bei den Olympischen Winterspielen 2002 übernahm er kurzfristig neben seinem Amt als General Manager den Posten des Cheftrainers und gewann mit dem Nationalteam die Bronzemedaille.

### Als Sportfunktionär und Politiker

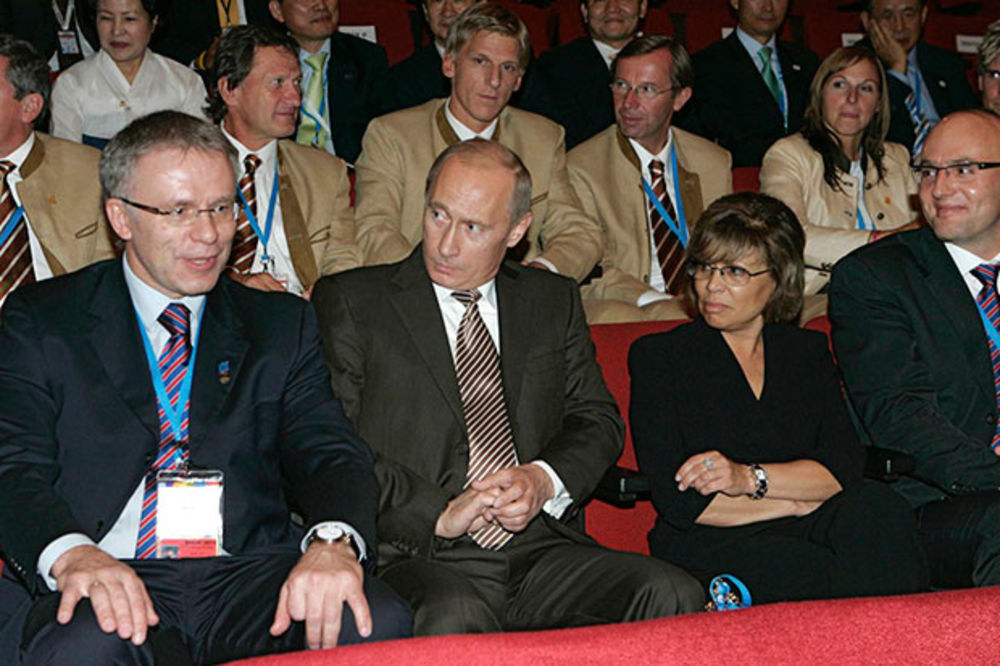
Fetissow (links) und Wladimir Putin bei der 119. IOC-Session, Juli 2007

2002 wurde er vom damaligen russischen Präsident Wladimir Putin zum Leiter des russischen Staatskomitees für Sport berufen. In den folgenden sechs Jahren agierte er für Putin als Sportminister und war unter anderem für die erfolgreiche russische Bewerbung um die Olympischen Winterspiele 2014 verantwortlich. Zudem initiierte er ein Programm zum landesweiten Bau von Sportstätten, das mit einem Budget von etwa 100 Milliarden Rubel ausgestattet wurde.
2003 wurde Fetissow zum Wirklicher Staatsrat 1. Klasse der Russischen Föderation befördert.
Seit 2004 ist Fetissow Mitglied des WADA-Vorstands und seit 2005 Vorsitzender der Athletenkommission der WADA. Zudem ist er der erste Vorsitzende des Internationalen UNESCO-Übereinkommen gegen Doping im Sport.
Im Oktober 2008 wurde Fetissow zum Vertreter der Pazifik-Region Primorje im Föderationsrat (Parlamentsoberhaus) gewählt und im Dezember 2011 in diesem Amt bestätigt. Am 27. Oktober 2008 wurde er zum Vorsitzenden der „Kommission für Körperkultur, Sport und die Entwicklung der olympischen Bewegung“ gewählt. Zudem ist er Mitglied des Föderationsrats-Ausschusses für Lokale Verwaltung und für Jugend und Tourismus. Seit 16. Dezember 2011 ist er zudem erster Stellvertreter des Vorsitzenden des Föderationsrates für Sozialpolitik.
Ab Oktober 2008 war Fetissow Vorstandsvorsitzender der Kontinentalen Hockey-Liga und übernahm am 1. Mai 2009 zusätzlich das Amt des Vereinspräsidenten des HK ZSKA Moskau. Seit 2009 hat er zudem den Lehrstuhl für Management und Marketing in der Sportindustrie an der Russischen Plechanow-Wirtschaftsuniversität inne.
Seit der Übernahme des HK ZSKA Moskau durch den russischen Mineralölkonzern Rosneft gab es Differenzen zwischen dem Management des Klubs und Fetissow. Zudem beklagte sich Fetissow über mangelnden Einfluss des Vorstands der KHL und die Machtfülle des KHL-Präsidenten Alexander Medwedew. Mitte Januar 2012 trat er als Präsident des HK ZSKA Moskau und Vorsitzender der Kontinentalen Hockey-Liga zurück, um sich „in Zukunft völlig auf die Politik [zu] konzentrieren und Wladimir Putin den Rücken [zu] decken“. Seit April 2012 ist er Vorsitzender der russischen Amateur-Eishockeyliga (RHLH).

## Karrierestatistik

### International
(Legende zur Spielerstatistik: Sp oder GP = absolvierte Spiele; T oder G = erzielte Tore; V oder A = erzielte Assists; Pkt oder Pts = erzielte Scorerpunkte; SM oder PIM = erhaltene Strafminuten; +/− = Plus/Minus-Bilanz; PP = erzielte Überzahltore; SH = erzielte Unterzahltore; GW = erzielte Siegtore; 1 Play-downs/Relegation; Kursiv: Statistik nicht vollständig)

## Erfolge und Auszeichnungen
| - 1976 Europapokal-Gewinn mit ZSKA Moskau - 1977 Sowjetischer Meister mit ZSKA Moskau - 1977 Sowjetischer Pokalsieger mit ZSKA Moskau - 1978 Europapokal-Gewinn mit ZSKA Moskau - 1978 Sowjetischer Meister mit ZSKA Moskau - 1979 Europapokal-Gewinn mit ZSKA Moskau - 1979 Sowjetischer Meister mit ZSKA Moskau - 1979 Sowjetischer Pokalsieger mit ZSKA Moskau - 1980 Europapokal-Gewinn mit ZSKA Moskau - 1980 Sowjetischer Meister mit ZSKA Moskau - 1981 Europapokal-Gewinn mit ZSKA Moskau - 1981 Sowjetischer Meister mit ZSKA Moskau - 1982 Europapokal-Gewinn mit ZSKA Moskau - 1982 Sowjetischer Meister mit ZSKA Moskau - 1983 Europapokal-Gewinn mit ZSKA Moskau - 1983 Sowjetischer Meister mit ZSKA Moskau - 1984 Europapokal-Gewinn mit ZSKA Moskau - 1984 Sowjetischer Meister mit ZSKA Moskau | - 1984 UdSSR First-All-Star Team - 1985 Europapokal-Gewinn mit ZSKA Moskau - 1985 Sowjetischer Meister mit ZSKA Moskau - 1986 Europapokal-Gewinn mit ZSKA Moskau - 1986 Sowjetischer Meister mit ZSKA Moskau - 1987 Europapokal-Gewinn mit ZSKA Moskau - 1987 Sowjetischer Meister mit ZSKA Moskau - 1988 Europapokal-Gewinn mit ZSKA Moskau - 1988 Sowjetischer Meister mit ZSKA Moskau - 1988 Sowjetischer Pokalsieger mit ZSKA Moskau - 1989 Europapokal-Gewinn mit ZSKA Moskau - 1989 Sowjetischer Meister mit ZSKA Moskau - 1990 NHL-Spieler des Monats März - 1997 NHL All-Star Game - 1997 Stanley-Cup-Gewinn mit den Detroit Red Wings - 1998 NHL All-Star Game - 1998 Stanley-Cup-Gewinn mit den Detroit Red Wings - 2000 Stanley-Cup-Gewinn mit den New Jersey Devils (als Assistenztrainer) |

### International
| - 1975 Goldmedaille bei der U19-Junioren-Europameisterschaft - 1976 Goldmedaille bei der U20-Junioren-Weltmeisterschaft - 1976 Goldmedaille bei der U19-Junioren-Europameisterschaft - 1976 Bester Verteidiger der U19-Junioren-Europameisterschaft - 1977 Goldmedaille bei der U20-Junioren-Weltmeisterschaft - 1977 Bester Verteidiger der U20-Junioren-Weltmeisterschaft - 1977 All-Star-Team der U20-Junioren-Weltmeisterschaft - 1977 Bronzemedaille bei der Weltmeisterschaft - Bronzemedaille bei der Europameisterschaft - 1978 Goldmedaille bei der U20-Junioren-Weltmeisterschaft - 1978 Bester Verteidiger der U20-Junioren-Weltmeisterschaft - 1978 All-Star-Team der U20-Junioren-Weltmeisterschaft - 1978 Goldmedaille bei der Weltmeisterschaft - Goldmedaille bei der Europameisterschaft - 1978 Bester Verteidiger der Weltmeisterschaft - 1978 All-Star-Team der Weltmeisterschaft - 1980 Silbermedaille bei den Olympischen Winterspielen - 1981 Goldmedaille bei der Weltmeisterschaft - Goldmedaille bei der Europameisterschaft - 1981 Goldmedaille beim Canada Cup - 1982 Goldmedaille bei der Weltmeisterschaft - Goldmedaille bei der Europameisterschaft - 1982 Bester Verteidiger der Weltmeisterschaft - 1982 All-Star-Team der Weltmeisterschaft - 1983 Goldmedaille bei der Weltmeisterschaft - Goldmedaille bei der Europameisterschaft - 1983 All-Star-Team der Weltmeisterschaft - 1984 Goldmedaille bei den Olympischen Winterspielen | - 1984 Bester Vorlagengeber der Olympischen Winterspiele - 1985 Bronzemedaille bei der Weltmeisterschaft - Goldmedaille bei der Europameisterschaft - 1985 Bester Verteidiger der Weltmeisterschaft - 1985 All-Star-Team der Weltmeisterschaft - 1986 Goldmedaille bei der Weltmeisterschaft - Goldmedaille bei der Europameisterschaft - 1986 Bester Verteidiger der Weltmeisterschaft - 1986 All-Star-Team der Weltmeisterschaft - 1987 Silbermedaille bei der Weltmeisterschaft - Goldmedaille bei der Europameisterschaft - 1987 All-Star-Team der Weltmeisterschaft - 1987 Silbermedaille beim Canada Cup - 1987 All-Star-Team des Canada Cups - 1988 Goldmedaille bei den Olympischen Winterspielen - 1988 Bester Vorlagengeber der Olympischen Winterspiele - 1989 Goldmedaille bei der Weltmeisterschaft - Goldmedaille bei der Europameisterschaft - 1989 Bester Verteidiger der Weltmeisterschaft - 1989 All-Star-Team der Weltmeisterschaft - 1990 Goldmedaille bei der Weltmeisterschaft - Silbermedaille bei der Europameisterschaft - 1990 All-Star-Team der Weltmeisterschaft - 1991 Bronzemedaille bei der Weltmeisterschaft - Goldmedaille bei der Europameisterschaft - 1991 All-Star-Team der Weltmeisterschaft - 2002 Bronzemedaille bei den Olympischen Winterspielen (als Cheftrainer und General Manager) |

### Sonstige
| - 1978 Verdienter Meister des Sports der UdSSR - 1978 Ehrenzeichen der Sowjetunion - 1981 Ehrenzeichen der Sowjetunion - 1984 Orden des Roten Banners der Arbeit - 1988 Leninorden - 1997 Aufnahme in den Triple Gold Club - 1998 Russischer Orden der Ehre - 2000 Olympischer Orden | - 2000 Verdienstorden für das Vaterland IV. Klasse - 2000 Benennung eines Asteroiden nach ihm: (8806) Fetisov - 2001 Aufnahme in die Hockey Hall of Fame - 2004 UNESCO Champion for Sport - 2005 Aufnahme in die IIHF Hall of Fame - 2005 Verdienstorden für das Vaterland III. Klasse - 2007 Orden der Freundschaft - 2008 IIHF Centennial All-Star-Team |